# KDE Plasma 5
KDE Plasma 5 là thế hệ thứ năm và hiện tại của môi trường không gian làm việc đồ họa được tạo bởi KDE chủ yếu cho các hệ thống Linux. KDE Plasma 5 là sự kế thừa của KDE Plasma 4 và được phát hành lần đầu tiên vào ngày 15 tháng 7 năm 2014.  Nó bao gồm một chủ đề mặc định mới, được gọi là "Breeze", cũng như tăng khả năng hội tụ trên các thiết bị khác nhau. Giao diện đồ họa đã được chuyển hoàn toàn sang QML, sử dụng OpenGL để tăng tốc phần cứng, dẫn đến hiệu suất tốt hơn và giảm mức tiêu thụ điện năng.

## Tổng quan

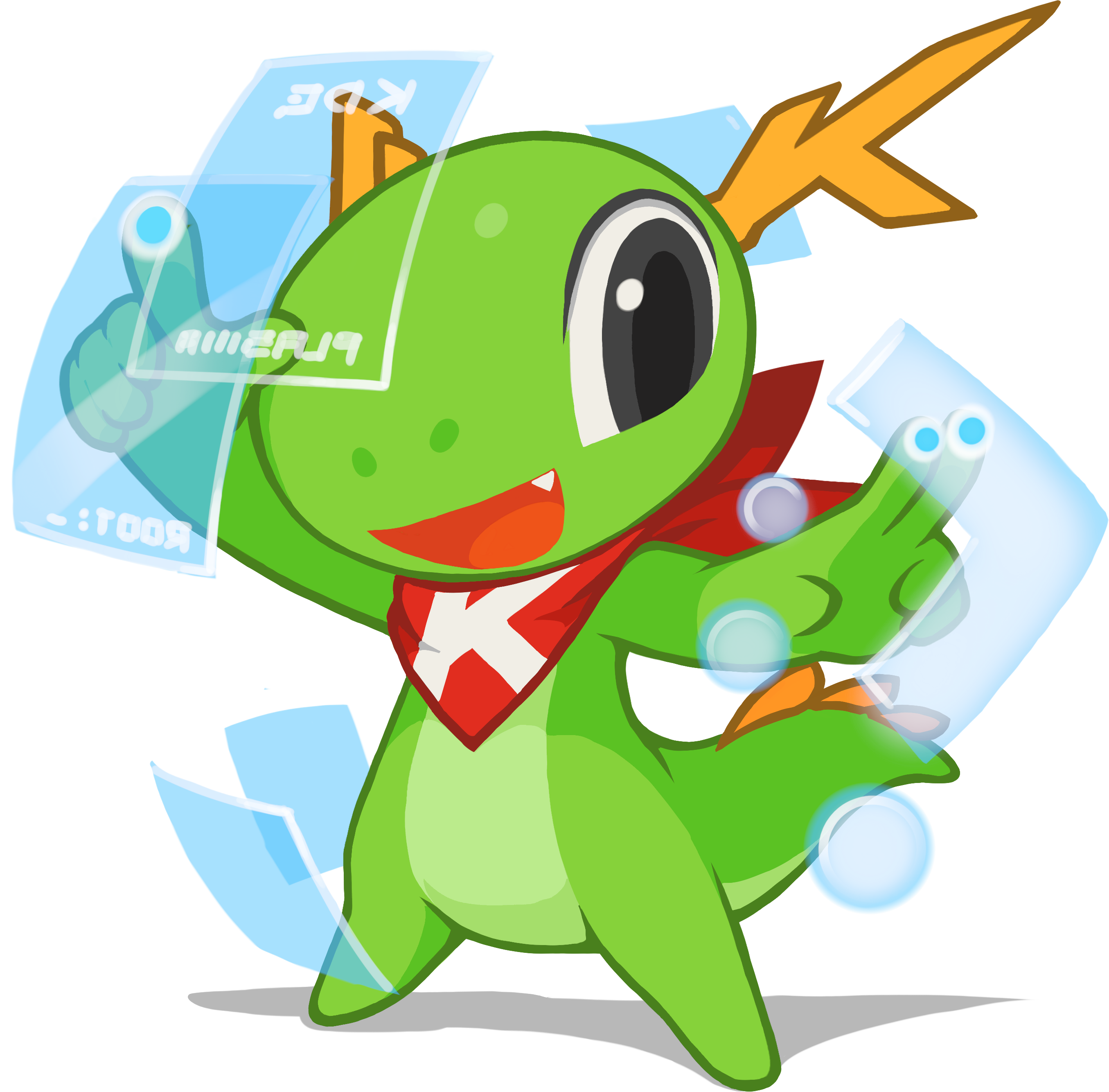
Linh vật Konqi của KDE và desktop Plasma

KDE Plasma 5 được xây dựng bằng cách sử dụng Qt5 và KDE Framework 5, chủ yếu là plasma framework.
Nó cải thiện hỗ trợ cho màn hình HiDPI và cung cấp lớp vỏ đồ họa có thể hội tụ, có thể tự điều chỉnh theo thiết bị đang sử dụng. 5.0 cũng bao gồm một chủ đề mặc định mới, được đặt tên là Breeze.  Các thay đổi trong phần mềm này bao gồm việc di chuyển sang ngăn xếp đồ họa mới, được tăng tốc hoàn toàn bằng phần cứng, tập trung vào biểu đồ cảnh dựa trên nền tảng OpenGL (ES).  Plasma 5 hoàn thành việc di chuyển KDE Plasma 4 sang QtQuick.  QtQuick 2 của Qt 5 sử dụng lược đồ OpenGL (ES) được tăng tốc phần cứng để soạn thảo và kết xuất đồ họa trên màn hình, cho phép giảm tải các tác vụ kết xuất đồ họa đắt tiền trên GPU, giúp giải phóng tài nguyên trên CPU chính của hệ thống, và là nhanh hơn và tiết kiệm điện hơn

### Hệ thống cửa sổ
KDE Plasma 5 sử dụng Hệ thống X Window, nhưng hỗ trợ cho Wayland đang được phát triển. Hỗ trợ ban đầu cho Wayland đã có sẵn trong phiên bản 5.4.  Hỗ trợ ổn định cho phiên Wayland cơ bản đã được cung cấp trong phiên bản 5.5 (tháng 12 năm 2015).

### Phát triển
Kể từ khi phân chia KDE Software Compilation thành KDE Plasma, KDE Frameworks và KDE Applications, mỗi tiểu dự án có thể phát triển theo tốc độ riêng của nó. KDE Plasma 5 nằm trong lịch phát hành của riêng mình, với tính năng phát hành ba đến bốn tháng một lần và phát hành lỗi trong các tháng can thiệp.

## Tính năng desktop
- Krunner - Tính năng tìm kiếm với một số plugin có sẵn. Ngoài các ứng dụng khởi chạy nhanh, nó tìm kiếm các file và thư mục và thực hiện nhiều tác vụ khác như chuyển đổi ngoại tệ và chuyển đổi đo lường. Nó cũng có chức năng như một máy tính.[9]
- Activities - "desktop ảo", có bố cục và hình nền riêng. Chúng có thể được đặt tên và điều hướng thông qua menu Activities.
- Customize desktops, bố cục và bảng trên nhiều màn hình
- Các widget, được gọi là "Plasmoids", có thể được thêm vào bảng điều khiển hoặc máy tính để bàn
- Trình quản lý file Dolphin - đổi tên hàng loạt file, có thể được tùy chỉnh thông qua "menu dịch vụ" thêm chức năng mới vào menu ngữ cảnh[10]
- Quản lý phiên
- Spectacle - để chụp ảnh màn hình

## Plasma Mobile
Plasma Mobile là một biến thể Plasma cho điện thoại thông minh.
Sau khi Nhà tài trợ Plasma Active Theory (theo nhãn hiệu Make·Play·Live) đã từ bỏ tham vọng phát hành máy tính bảng, Blue Systems nổi lên như một nhà tài trợ mới và chuyển trọng tâm công việc cầm tay của Plasma hướng tới điện thoại thông minh.
Thông báo chính thức về giao diện formfactor mới là vào ngày 25 tháng 7 năm 2015 tại Akademy, kèm theo một nguyên mẫu hoạt động chạy trên Nexus 5. Plasma Mobile chạy trên Wayland và nó tương thích với các ứng dụng Ubuntu Touch và cuối cùng là ứng dụng Android thông qua dự án Shashlik của KDE - cũng được tài trợ bởi Blue Systems hoặc Anbox.
Nó cũng có sẵn cho Nexus 5 và Nexus 5X, cũng như các thiết bị được hỗ trợ trên postmarketOS.

## Lịch sử
Bản Technology Preview đầu tiên của Plasma 5 (tại thời điểm đó được gọi là Plasma 2) đã được phát hành vào ngày 13 tháng 12 năm 2013. Vào ngày 15 tháng 7 năm 2014, phiên bản phát hành đầu tiên - Plasma 5.0 - được ra mắt. Vào mùa xuân năm 2015, Plasma 5 thay Plasma 4 trong nhiều bản phân phối phổ biến, chẳng hạn như Fedora 22, Kubuntu 15.04, và openSUSE Tumbleweed.
Bản phát hành tính năng được phát hành bốn tháng một lần và bản phát hành sửa lỗi trong các tháng can thiệp.  Sau phiên bản 5.8 LTS KDE có kế hoạch hỗ trợ mỗi phiên bản LTS mới trong 18 tháng với các sửa lỗi, trong khi các bản phát hành thường xuyên mới sẽ thấy các cải tiến về tính năng.
| Phát hành Plasma 5 | Phát hành Plasma 5 | Phát hành Plasma 5  |
| Phiên bản | Ngày | Các tính năng chính |
| --- | --- | ------------------- |
| 15 tháng 7 năm 2014 | Phát hành đầu tiên. |                     |
| 15 tháng 10 năm 2014                                                                                                   | Các tính năng bị thiếu từ Plasma 4. |                     |
| 27 tháng 1 năm 2015 | Thành phần mới: - BlueDevil: dự định tích hợp công nghệ Bluetooth trong Ứng dụng Plasma và KDE. - KSSHAskPass: front-end cho ssh-add lưu mật khẩu của khóa ssh trong KWallet - Muon: Tập hợp các công cụ quản lý gói cho các hệ thống dựa trên Debian, sử dụng chỉ mục apt-xapian và thuật toán tìm kiếm Synaptic - sddm-kcm.git: mô-đun cấu hình cho các chủ đề SDDM - KScreen Lưu trữ ngày 8 tháng 9 năm 2014 tại Wayback Machine: Phần mềm quản lý màn hình mới nhất của KDE Được tích hợp tốt, nối vào Cài đặt hệ thống KDE, sử dụng KDE Daemon và KGlobalAccel; có libkscreen.git Lưu trữ ngày 8 tháng 9 năm 2014 tại Wayback Machine cho nó. - Cấu hình kiểu kde-gtk-config.git GTK + 2 và 3 - KDecoration: KDecoration2 là một thư viện dựa trên plugin để tạo các trang trí cửa sổ. Những trang trí cửa sổ này có thể được sử dụng, ví dụ như trình quản lý cửa sổ dựa trên X11, bố mẹ lại cửa sổ máy khách thành khung trang trí cửa sổ. |                     |
| 28 tháng 4 năm 2015 | Xem trước công nghệ của Trung tâm truyền thông Plasma. Ứng dụng Bluetooth và touchpad mới. Tăng cường quản lý năng lượng. |                     |
| 25 tháng 8 năm 2015 | Phiên Wayland ban đầu, applet âm lượng âm thanh dựa trên QML mới và trình khởi chạy ứng dụng toàn màn hình thay thế. |                     |
| 8 tháng 12 năm 2015 | Cải thiện hỗ trợ Wayland. |                     |
| 22 tháng 3 năm 2016 | Tăng cường an ninh. |                     |
| 5 tháng 7 năm 2016 | Wayland: "quy trình làm việc cơ bản hiện có đầy đủ chức năng". Bàn phím ảo tự động. |                     |
| 4 tháng 10 năm 2016 | Phiên bản hỗ trợ dài hạn. |                     |
| 31 tháng 1 năm 2017 | Cải tiến Wayland, menu toàn cầu |                     |
| 30 tháng 5 năm 2017 | Cải thiện hiệu suất |                     |
| 7 tháng 11 năm 2017 | Thiết kế lại cài đặt hệ thống. Lịch sử thông báo. Đã thêm Hầm Plasma. Cải tiến Wayland. |                     |
| Ngày 6 tháng 2 năm 2018                                                                                                | Tăng sự ổn định và tốc độ. Cải tiến Wayland. |                     |
| Ngày 12 tháng 6 năm 2018                                                                                               | Tích hợp với các trình duyệt web không phải KDE; màn hình khóa và đăng nhập mới; cải thiện ngoại hình Khám phá; hộp thoại lựa chọn bố trí màn hình mới khi kết nối màn hình mới. |                     |
| Ngày 9 tháng 10 năm 2018                                                                                               | Tích hợp menu toàn cầu GTK. Cải thiện Wayland |                     |
| Ngày 12 tháng 2 năm 2019                                                                                               | Sầu |                     |
| Chú giải:Phiên bản cũPhiên bản cũ, vẫn được hỗ trợPhiên bản mới nhấtPhiên bản xem trước mới nhấtRa mắt trong tương lai | |                     |

## Bộ sưu tập

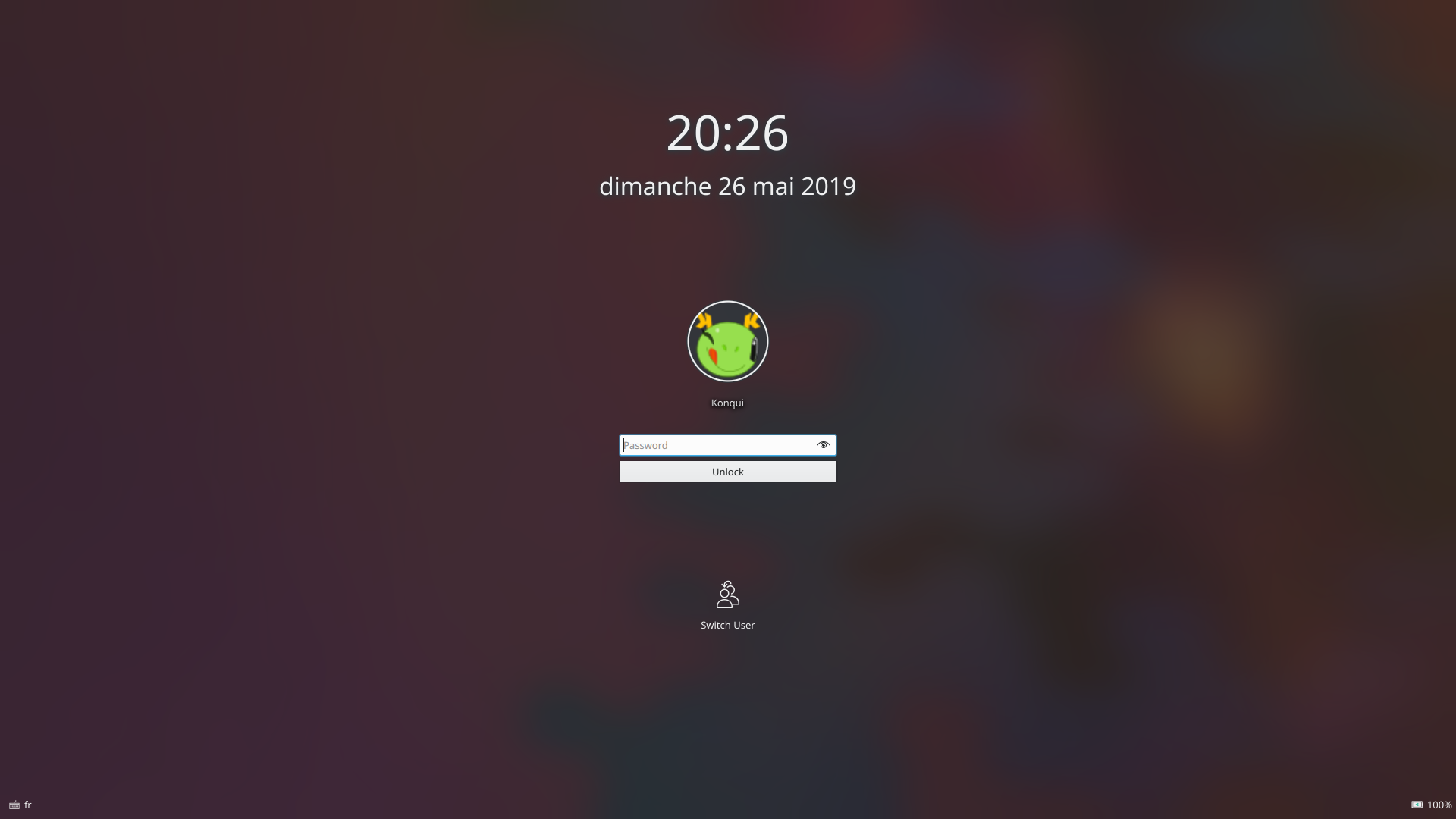
Màn hình khóa mặc định của Plasma 5.
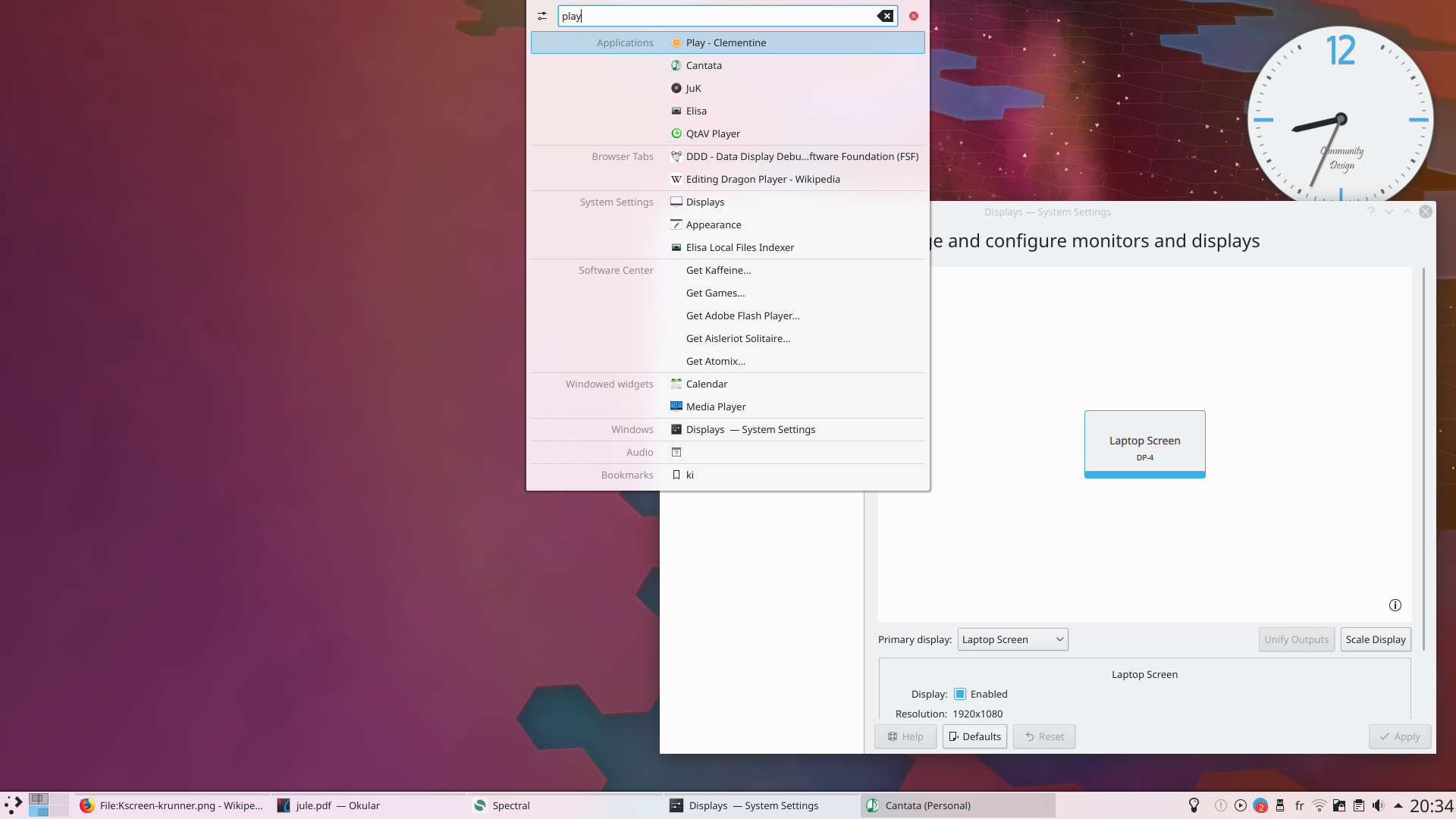
Plasma 5.0 hiển thị KRunner và quản lý hiển thị.
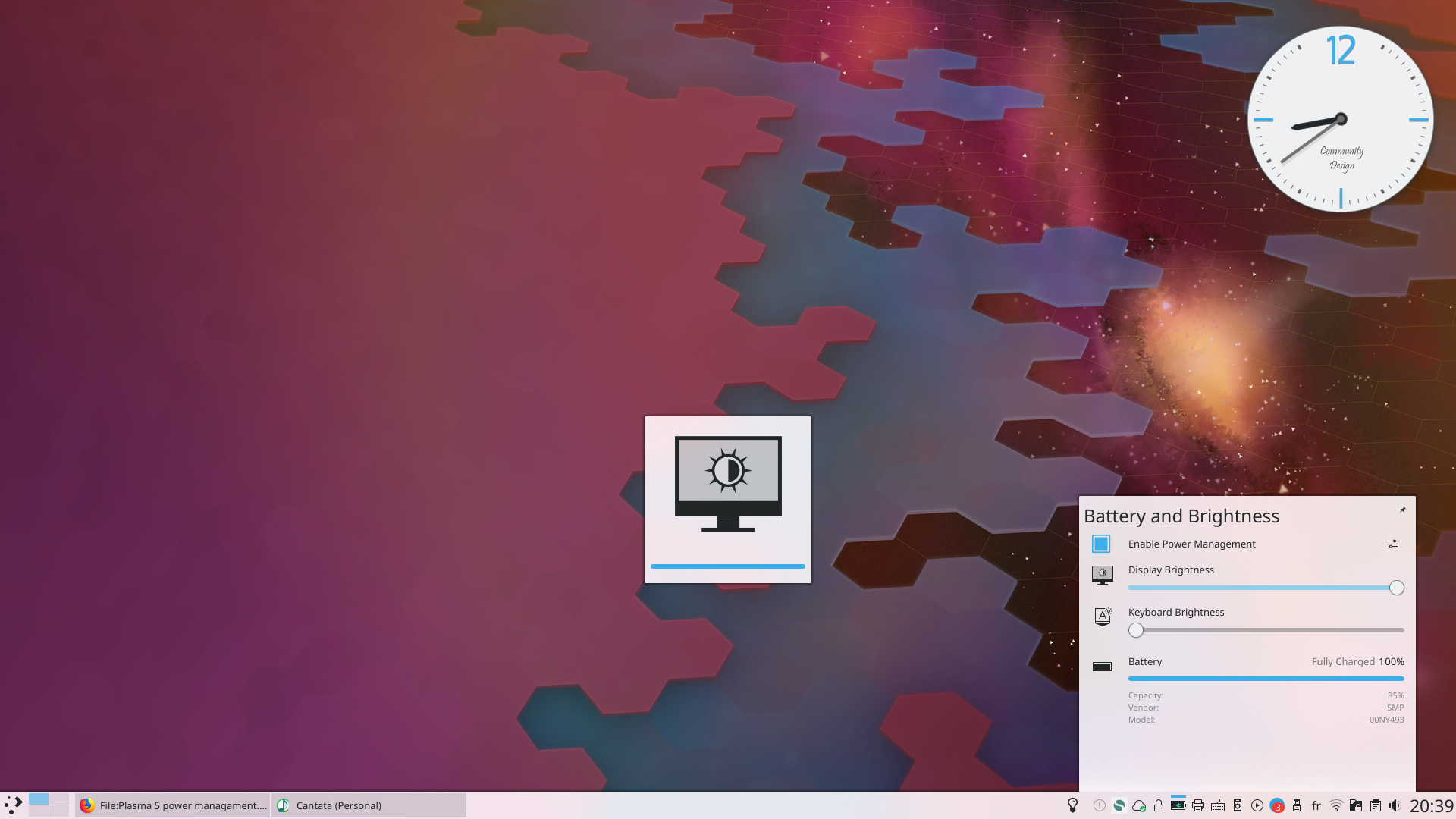
Quản lý năng lượng và độ sáng bàn phím OSD.
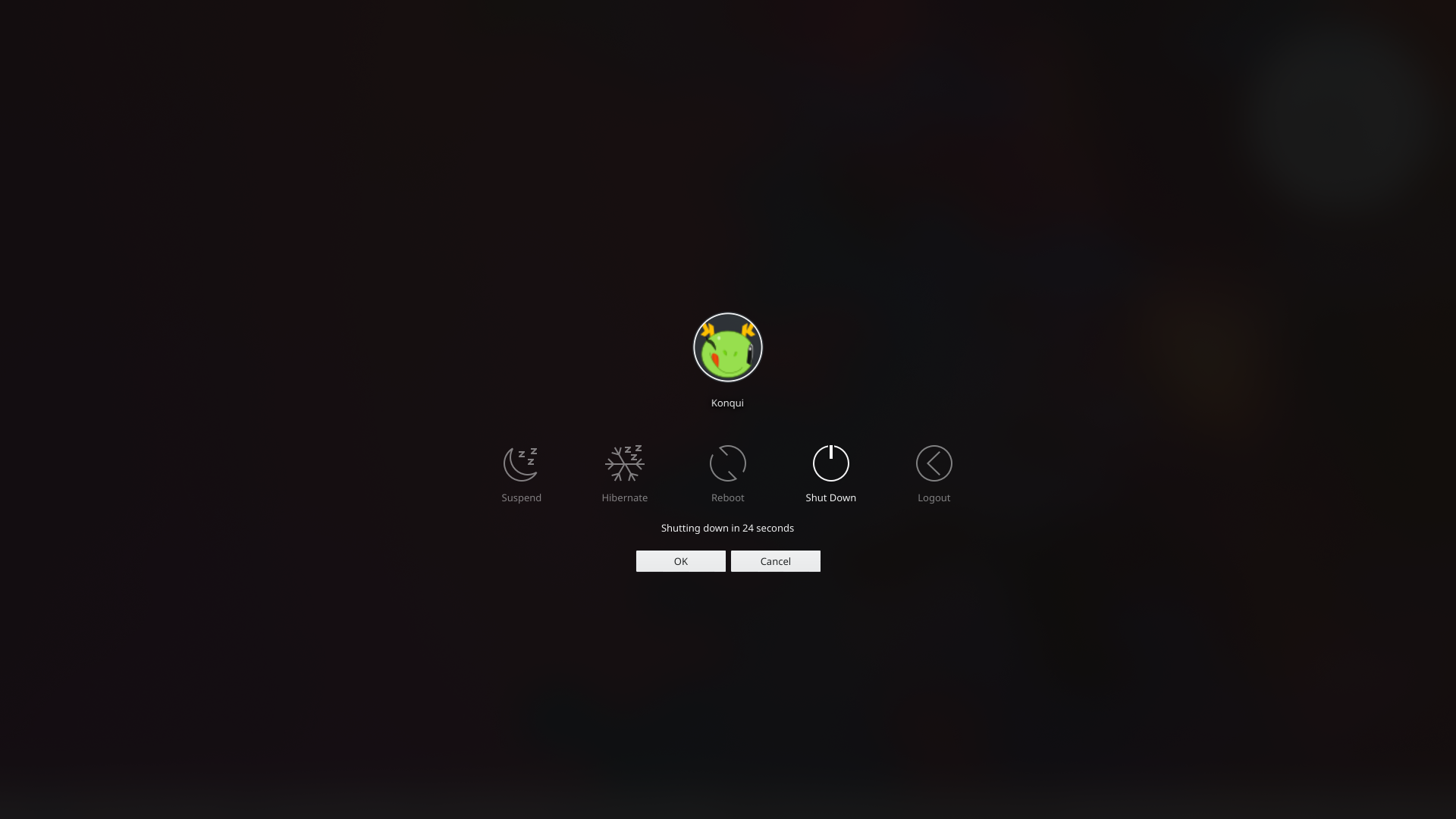
Màn hình tắt của Plasma 5.
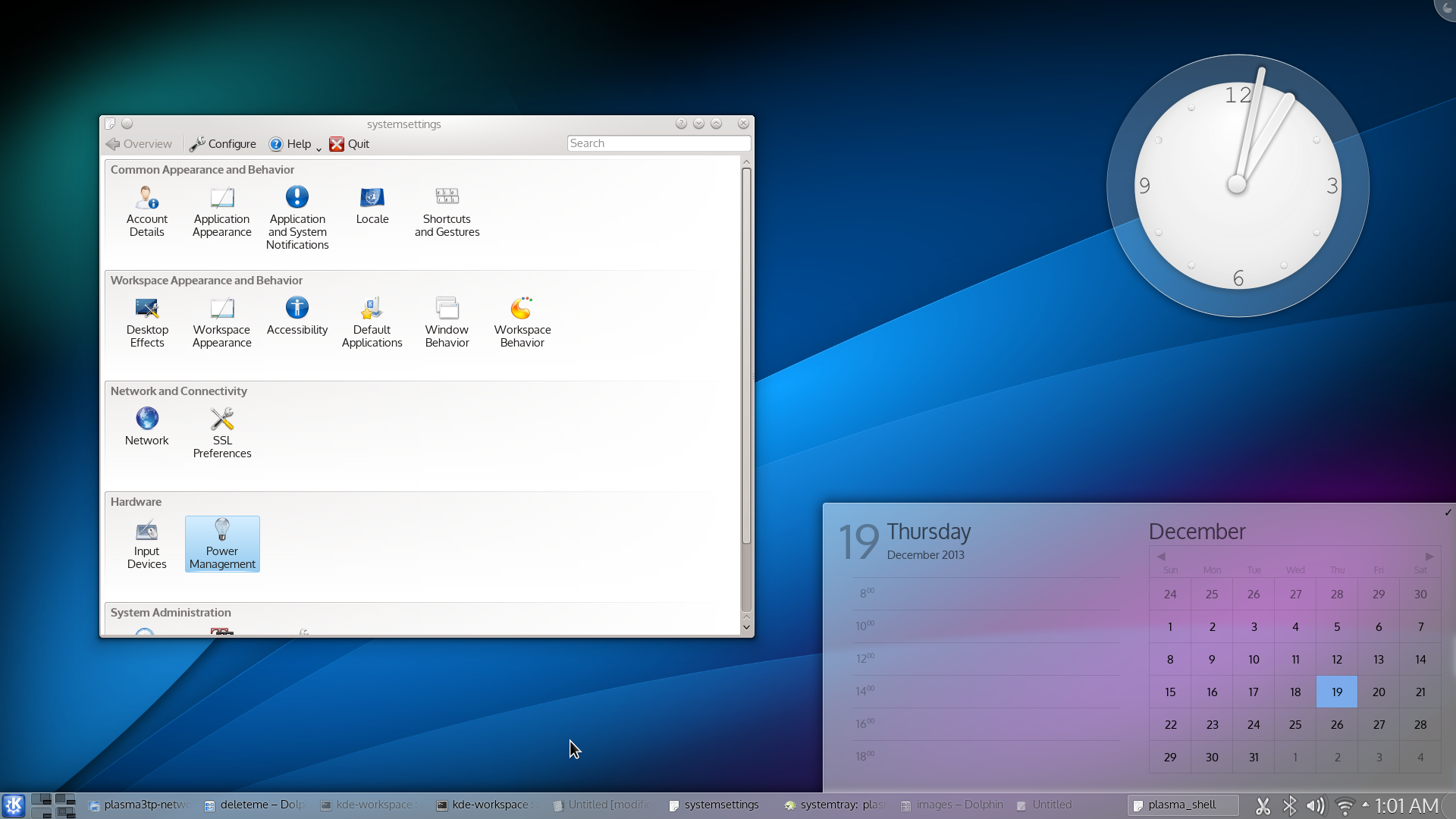
Bản xem trước công nghệ đầu tiên của Plasma 5.